# Îles Duroch
Les îles Duroch sont un groupe d'îles et de rochers qui s'étendent sur une superficie d'environ 5,6 km, à environ 1,9 km au large du cap Legoupil sur la côte nord de la péninsule de la Trinité, en Antarctique. Les îles sont proches de la base General Bernardo O'Higgins au cap Legoupil.

## Géographie
Les îles Duroch se situent au large de la péninsule Schmidt, à l'extrémité est de la baie de Huon, sur la rive nord de la péninsule de la Trinité, qui constitue elle-même la pointe de la péninsule Antarctique. Elles se trouvent dans le détroit de Bransfield. Le Mott Snowfield (en) se situe à l'est et le plateau de Laclavère au sud. Les principales îles sont l'île Kopaitic, l'île Largo et les îles Wisconsin. Les îles Bulnes et Link se trouvent à proximité. 
L'archipel est composé des îles et rochers suivants : 
- Rocher Romero : Rocher situé à 190 m à l'ouest du rocher Saavedra. L'expédition antarctique chilienne de 1947-1948, sous le commandement du capitaine de vaisseau Ernesto González Navarrete, a effectué un levé topographique de cette zone et lui a donné le nom d'« îlot Astrónomo Romero » en hommage à l'astronome de l'armée chilienne Guillermo Romero González, membre de l'expédition et astronome en Antarctique. Vers 1951, le nom « îlot Romero » a commencé à être utilisé pour éviter le nom composé. Le nom actuel, « Rocher Romero », est utilisé depuis 1962[4].
- Ancrage González : Mouillage situé à l'ouest de l'île Kopaitic. Le mouillage a été cartographié par l'expédition antarctique chilienne de 1948, qui lui a donné son nom en l'honneur d'Ernesto Gonzalez Navarrete, commandant de l'expédition[5].
- Rocher Saavedra : Le plus grand des nombreux rochers situés au sud-ouest du mouillage Gonzalez. Nommé par la cinquième expédition antarctique chilienne (1950-1951), en l'honneur du lieutenant-colonel Eduardo Saavedra, chef délégué de l'armée à bord du navire Lautaro[6].
- Ile Gándara : Île située immédiatement au sud-ouest de l'île Kopaitic. Son nom apparaît sur une carte du gouvernement chilien de 1959. Probablement nommée en l'honneur de Jorge Gándara, chef de l'expédition chilienne en Antarctique de 1954-1955[7].
- Ile Kopaitic : Île située à 560 m à l'ouest du cap Legoupil. Nommée par l'expédition chilienne en Antarctique de 1947 en l'honneur du lieutenant Boris Kopaitic O'Neill, chef de l'équipe chilienne sur l'île Greenwich en 1947[8].
- Récif Gutiérrez : Récif recouvert de 3,7 m d'eau, situé à 370 m au nord-nord-est de l'extrémité nord de l'île Kopaitic. Nommé par la deuxième expédition antarctique chilienne (1948) en l'honneur d'un maître d'équipage de ce nom[9].
- Rochers Acuña : Ce sont deux rochers situés à 740 m à l'ouest de l'île Largo. Nommé par l'expédition antarctique chilienne de 1947-1948, en l'honneur du sous-lieutenant Acuñna, membre de l'expédition[10].
- Rocher Vidaurre : Rocher qui perce la surface à marée basse, situé à 93 m à l'est des rochers d'Acuña. Nommé par la quatrième expédition antarctique chilienne, 1949-1950[11].
- Rocher Labbé : Rocher situé à environ 1,3 km au nord-ouest de l'île Largo. Ce nom a été donné par la première expédition chilienne en Antarctique (1947) en l'honneur du lieutenant Custodio Labbé Lippi, officier de navigation du navire de transport Angamos[12].
- Rocher Rosa : Petit rocher situé à 0,19 km à l'ouest du rocher Agurto. Nommé par la deuxième expédition antarctique chilienne, en 1948, en l'honneur de Rosa González de Claro, fille du président chilien, Gabriel González Videla[13].
- Rocher Agurto : Rocher situé juste au nord-ouest du rocher Silvia. Son nom apparaît sur une carte du gouvernement chilien de 1959[14].
- Rocher Silvia : Rocher situé juste au sud-est du rocher Agurto et à 560 m au nord du cap Legoupil. Nommé par l'expédition antarctique chilienne de 1948, en l'honneur de la fille de Gabriel González Videla, président du Chili[15].
- Ile Largo : Île allongée, d'une étendue de 1,9 km2, la plus grande des îles Duroch. Elle se trouve à 1,9 km à l'ouest de Halpern Point. L'expédition chilienne en Antarctique de 1947-1948 a cartographié cette formation comme trois îles auxquelles ont été attribués les noms de Rozas, Swett et Horn. Elle a été cartographiée comme une seule île par Martin Halpern, chef de l'Université du Wisconsin dans cette zone en 1961-1962, qui a signalé que le nom « Largo » (qui signifie long) était le seul utilisé par les responsables chiliens de la station General Bernardo O'Higgins toute proche[16].
- Île d'Ortiz : Elle se situe à 370 m au sud de l'extrémité est de l'île Largo et à la même distance de la côte nord de la péninsule de la Trinité. Son nom a été donné par Martin Halpern, chef de l'United States Antarctic Program (USARP) de l'Université du Wisconsin, qui a cartographié géologiquement les îles Duroch en 1961-1962. Il rend hommage à Marcos Ortiz, capitaine du navire chilien Lientur, qui a participé au transport de l'équipe lors de son étude de la zone[17].
- Île Ponce : Île située à 190 m à l'est de l'île Ortiz et à 560 m au sud-est de l'île Largo. L'île se trouve à 1,9 km au nord-est de la station scientifique chilienne General Bernardo O'Higgins. Nommée par Martin Halpern, de l'Université du Wisconsin, lors de la cartographie géologique de cette zone en 1961-1962. Nommée en l'honneur de Lautaro Ponce, chef des opérations antarctiques de l'Université du Chili, en remerciement du soutien logistique chilien apporté à l'équipe de terrain du Wisconsin[18].
- Îles Cohen : Groupe de petites îles situé entre l'île Ponce et l'île Pebbly Mudstone, dans la partie sud-est des îles Duroch. L'archipel se situe à 930 m à l'ouest-sud-ouest de la pointe Halpern. Nommé par le Comité consultatif des États-Unis pour la toponymie antarctique (US-ACAN) en l'honneur de Theodore J. Cohen, assistant de terrain de l'équipe de l'Université du Wisconsin (USARP) lors de la cartographie géologique de cette zone en 1961-1962[19].
- Île de galets Mudstone : Petite île située au sud-est des îles Duroch. Elle se trouve à 560 m au sud-ouest de Halpern Point. Nommée ainsi par Martin Halpern, chef de l'équipe de l'Université du Wisconsin (USARP) lors de la cartographie géologique de la zone en 1961-1962. Le principal affleurement de Mudstone a été découvert sur cette île et fournit des données précieuses sur l'histoire géologique de la région[20].
- Halpern Point : Point sur la côte nord de la péninsule de la Trinité, directement au sud de la partie orientale des îles Duroch. Nommé par l'US-ACAN en l'honneur de Martin Halpern, du Centre de recherche géophysique et polaire de l'Université du Wisconsin à Madison, chef de l'équipe de terrain qui a cartographié géologiquement cette zone en 1961-1962[21].
- Îles du Wisconsin : Groupe d'une douzaine ou plus de petites îles rocheuses situées à 1,9 km au nord-est de l'île Largo, dans la partie nord-est des îles Duroch. Nommée d'après l'Université du Wisconsin. Ce nom a été attribué par Martin Halpern, chef de l'équipe de terrain de l'Université du Wisconsin qui a cartographié ces îles en 1961-1962[22].
- Île Bulnes : Petite île située à 3,7 km au nord-ouest du cap Legoupil. Cartographiée par l'expédition antarctique chilienne de 1947-1948, sous le commandement d'Ernesto González Navarrete. Nommée par lui en l'honneur de Manuel Bulnes Sanfuentes (es), ministre de la Défense nationale lors de la précédente expédition antarctique chilienne de 1947[23].
- Ile Link : Petite île située à la marge nord des îles Duroch, à environ 5,6 km au nord-ouest d'Halpern Point. Cartographiée par l'expédition antarctique chilienne de 1947-1948, elle est baptisée « Islote Sub-Teniente Ross » ou « Islote Ross ». Nommée par l'US-ACAN en l'honneur de David A. Link, assistant de terrain de l'équipe géologique de l'Université du Wisconsin (USARP) lors de la reconnaissance de cette zone en 1960-1961[24].
- Rocher de Montravel : Rocher situé à 20 km au nord-ouest du cap Legoupil, au large de la côte nord-ouest de la péninsule de la Trinité. Découvert en février 1838 par le capitaine Jules Dumont d'Urville, qui lui donna le nom de l'enseigne Louis Tardy de Montravel du navire d'expédition La Zelée[25].

## Histoire
Les îles Duroch ont été découvertes par une expédition française dirigée par le capitaine Jules Dumont d'Urville (1837-1840), qui attribua le nom de « Rocher Duroch » à l'une des plus grandes îles de l'archipel. Le Falkland Islands Dependencies Survey (FIDS), qui a cartographié les îles en 1946, recommanda d'étendre le nom Duroch à l'ensemble du groupe. Elles doivent leur nom à l'enseigne Joseph Duroch de L'Astrolabe, un des deux navires de l'expédition de d'Urville. 

## Conservation de la nature
L'archipel est identifié comme une zone importante pour la conservation des oiseaux (ZICO) par BirdLife International car il abrite des colonies de reproduction de plusieurs espèces de manchots, notamment des Adélies (800 couples), des manchots à jugulaire (9 400 couples) et des manchots papous (3 500 couples). 